# 151242 Hajós
151242 Hajós è un asteroide della fascia principale. Scoperto nel 2002, presenta un'orbita caratterizzata da un semiasse maggiore pari a 2,8020226 au e da un'eccentricità di 0,2329399, inclinata di 6,37918° rispetto all'eclittica.
L'asteroide è dedicato al nuotatore ed architetto ungherese Alfréd Hajós.